# Kraaijeveld (rockgroep)
Kraaijeveld, ook geschreven als Kraayeveld, was een Nederlandse rockgroep uit Beverwijk die speelde van 1970 tot 1975.
De groep werd opgericht in 1970, even nadat de gebroeders Arti (gitaar) en Frank Kraaijeveld (basgitaar) de Bintangs hadden verlaten. De band bestond verder uit drummer Gerard Borst (ex-Turquoise) en gitarist Hein Brandjes (ex-Frogs Ltd.).
In 1972 werd Borst vervangen door drummer Harry Schierbeek. De Kraaijeveld-sound was nog een paar stappen ruiger dan dat van de Bintangs. Onder de naam "Kraaijeveld" zijn in ieder geval zeven singles uitgebracht, waarvan Mona Lisa een kleine hit was. Van de laatste twee singles is niet helemaal duidelijk wat de bezetting is geweest.

## Singles
De band bracht meerdere singles uit, waarvan Mona Lisa plaats 25 bereikte in de Nederlandse Top 40. Johnny do it faster stond vier weken in de Tipparade.
- 1971: Mona Lisa / Be rolling -  geproduceerd door Boudewijn de Groot
- 1971: Mustang driver / Take me down -  geproduceerd door Boudewijn de Groot
- 1971: Jambalaya / Lunatic -   geproduceerd door Boudewijn de Groot
- 1972: Chicky Jamboree / Wilo,.. manger -  geproduceerd door Tony Vos
- 1972: Do dad / Sir Wilfer -   geproduceerd door Martin Duiser
- 1975: Johnny do it faster / Fat looking' woman - geproduceerd door Berry Zand Scholten
- 1975: Yes tonight Josephine / Screw drivin' man - geproduceerd door de Bintangs